# 南部站 (中國)
南部站，位于中华人民共和国四川省南充市南部县老鸦镇望水村，是兰渝铁路上的火车站，于2015年12月30日启用营运，现由成都铁路局重庆北车务段管辖。

## 車站周邊
- 青龙山度假村

## 歷史
- 2014年9月1日开工。
- 2015年5月30日完工。
- 2015年12月30日通车启用。[4][5]

## 外部連結
- 中国铁路客户服务中心（页面存档备份，存于）